# École polytechnique de Tunisie
Pour les articles homonymes, voir École polytechnique et EPT.
L'École polytechnique de Tunisie (arabe : المدرسة التونسية للتقنيات) ou EPT est une école d'ingénieurs tunisienne. Elle offre une formation polyvalente et pluridisciplinaire.
Fondée par la loi no91-42 du 26 juin 1991, l'EPT est rattachée à l'Université de Carthage. Les premiers cours sont assurés à la rentrée universitaire de septembre 1994, à Sidi Bou Saïd où est basé l'actuel IPEST. L'EPT s'installe dans de nouveaux locaux situés à La Marsa en 1997.
L'école compte 153 élèves-ingénieurs au total pour l'année universitaire 2010-2011. 648 ingénieurs ont été diplômés de l'EPT en quatorze promotions entre 1997 et 2010.

## Buts
Les études à l'EPT visent à atteindre quatre buts : 
- l'obtention de connaissances scientifiques nécessaires à la capacité d'adaptation et d'évolution des étudiants dans leur future carrière professionnelle,
- une formation technologique interdisciplinaire,
- une conscience de la recherche actuelle,
- une large expérience de l'environnement socio-économique national et international au travers de bonnes connaissances en sciences humaines et sociales, une pratique courante des langues et une bonne connaissance de l'environnement mondial.

Les futurs polytechniciens visent ainsi un profil d'ingénieur hautement qualifié, avec une compétence technique générale, capable de mener à bien d'importants projets et de diriger les équipes multidisciplinaires que ces projets rassemblent, tout cela afin d'assumer d'importantes responsabilités dans le développement scientifique, industriel et économique de la Tunisie.

## Structure de l'enseignement
La structure de l'enseignement de l'EPT sur la base de modules dont certains sont obligatoires et d'autres optionnels et sélectionnés sur une liste proposée aux étudiants. Chacun peut en choisir, selon ses préférences, à partir du sixième trimestre de son cursus. Ces options constituent plus d'un quart des modules suivis, de façon que chaque ingénieur polytechnicien ait un profil le plus individualisé possible. Cette structure permet également à l'EPT d'évoluer constamment pour s'adapter aux évolutions de l'enseignement supérieur.
Les modules obligatoires couvrent quant à eux les cinq premiers trimestres, ce qui représente les deux-tiers de la durée totale du cursus si l'on excepte le projet de fin d'études. Ces enseignements incluent les sciences sociales et l'économie, la chimie, la littérature et l'algèbre. Par ailleurs, des cours intensifs en français et anglais sont donnés durant les deux premières années.
Les options spécialisées se répartissent sur deux trimestres et demi d'enseignements et un trimestre et demi pour ce qui concerne le projet de fin d'études. Parmi les options disponibles figurent :
- « Économie et gestion scientifiques » destiné à former des ingénieurs économiques et des managers possédant une large culture technique et scientifique ainsi qu'une capacité d'analyse économique et financière ;
- « Mécanique et structures » destiné à orienter les étudiants vers l'ingénierie civile et l'industrie mécanique ;
- « Signaux et systèmes » destiné à former dans les domaines de l'électronique, de l'informatique et des communications.

Dans tous les cas, le caractère général des études est préservé car l'option choisie par l'étudiant n'est pas spécifiée sur le diplôme final. Deux stages sont aussi prévus dans des entreprises, le premier au cours du troisième trimestre et le second au cours du septième trimestre. Les étudiants sont appelés à prendre part à d'autres stages chaque fois que cela est requis.

## Corps enseignant
L'EPT compte 140 enseignants issus de différentes institutions universitaires.
| Professeurs et maîtres de conférences                   | Maîtres assistants | Autres (professionnels, ingénieurs, etc.) |
| ------------------------------------------------------- | ------------------ | ----------------------------------------- |
| 33 %                                                    | 57 %               | 10 %                                      |
| Sources : Statistiques de l'EPT : grade des enseignants |                    |                                           |

## Recherche
L'EPT compte deux écoles doctorales :
- Doctorat de mathématiques appliquées ;
- Doctorat de mécanique appliquée.

L'EPT compte six laboratoires et unités de recherche :
- Laboratoire d'économie et de gestion industrielle (LEGI) ;
- Laboratoire d'ingénierie mathématique (LIM) ;
- Laboratoire de structure et mécanique appliquée (LASMAP) ;
- Unité de recherche d'étude et de commande automatique de processus (LECAP) ;
- Unité de recherche opérationnelle pour l'industrie (ROI) ;
- Unité de recherche conception de systèmes électroniques (URCSE).

## Directeurs
- 1991-1995 : Mohamed Jaoua[6]
- 2009-2011 : Mohamed Abab
- 2011-2017 : Azgal Abichou
- depuis 2017 : Lilia Amraoui